# Puur
 (mars 2023).
Si vous disposez d'ouvrages ou d'articles de référence ou si vous connaissez des sites web de qualité traitant du thème abordé ici, merci de compléter l'article en donnant les références utiles à sa vérifiabilité et en les liant à la section « Notes et références ».
Albums de Wovenhand
Consider the Birds
(2004) Mosaic
(2006)
Puur est un album de musique rock et folk alternative, du groupe Wovenhand sorti en 2005 sur le label Glitterhouse Records. Il a été composé pour le spectacle homonyme de danse contemporaine Puur de la compagnie Ultima Vez de Wim Vandekeybus.

## Liste des titres de l'album
1. To Make a Ring
2. Breathing Bull
3. Shun
4. Horse Head
5. Lulah Harp
6. Low Estate
7. Twig
8. Dirty Blue
9. Lena's Song
10. Silver Saddle